# Nowi Pasar
Nowi Pasar (auch Novi Pazar geschrieben, bulg. Нови Пазар) ist eine Stadt in der Oblast Schumen in Bulgarien. Der Name bedeutet übersetzt „Neuer Markt“.

## Geografie

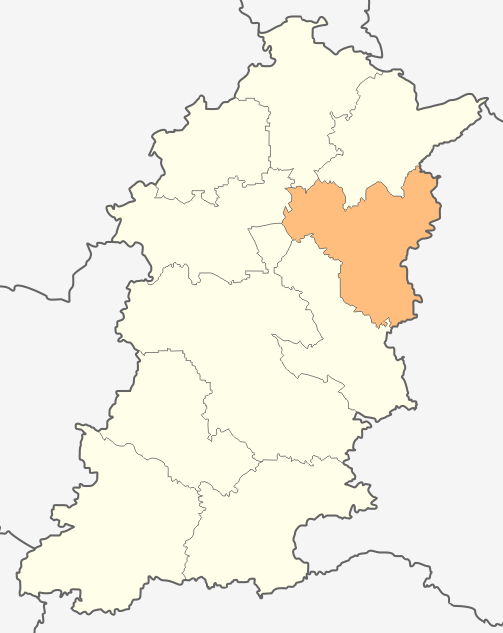
Lage der Gemeinde (orange) in der Oblast Schumen

Die Stadt liegt zwischen zwei Plateaus auf einer Höhe von 156 m.
Politisch gesehen ist Nowi Pasar das administrative Zentrum der gleichnamigen Gemeinde und liegt im Osten der Oblast Schumen. Die Stadt Schumen befindet sich 25 km entfernt, die Großstadt Warna 60 km.

## Gemeindegliederung
Außer der Stadt Nowi Pasar liegen in der Gemeinde noch folgende Dörfer:
| - Bedschene - Enewo - Saitscheno Oresche - Schilino - Setschiste - Stan - Traniza | - Pamuktschii - Pisarewo - Prawenzi - Preselka - Woiwoda - Isbul |
| --------------------------------------------------------------------------------- | ---------------------------------------------------------------- |

## Geschichte
Die Gegend wurde seit der Altsteinzeit relativ dicht bewohnt, was auch archäologische Funde beweisen und dokumentieren.
Der Ort wurde 1883 von Fürst Alexander Battenberg zur Stadt erklärt.

## Verkehr
Die Stadt hat eine Anschlussstelle an der Autobahn A2 Hemus.

## Kultur und Sehenswürdigkeiten
In der Gemeinde gibt es:
- 14 „Tschitalista“
- 2 Museen und
- eine Kunstgalerie, welche 1974 gegründet wurde. Sie enthält um die 900 Ausstellungsstücke.[3]

## Bevölkerungsentwicklung
Mitte 2020 lebten laut Daten des Nationalen Statistischen Institutes Bulgariens (NSI) 14.931 Einwohner in der Stadt. In der ganzen Gemeinde waren 21.851 Personen registriert.
| Datum      | Einwohnerzahl |
| ---------- | ------------- |
| 31.12.1934 | 4.550         |
| 31.12.1946 | 5.477         |
| 01.12.1956 | 9.138         |
| 01.12.1965 | 12.467        |
| 02.12.1975 | 15.754        |
| 04.12.1985 | 16.316        |